# Dumpin' 'Em in Ditches
«Dumpin' 'Em in Ditches» — перший сингл американського репера Spice 1 з його другого студійного альбому 187 He Wrote. На пісню існує відеокліп з мафіозною атмосферою та уривками з ґанґстерських фільмів 1930-1940-их років з вкрапленням кадрів, де Spice 1 читає реп. Трек потрапив до збірки Hits (1998).

## Чартові позиції
| Чарт                                  | Найвища позиція |
| ------------------------------------- | --------------- |
| US Hot Dance Music/Maxi-Singles Sales | 34              |
| US Hot R&B/Hip-Hop Singles & Tracks   | 79              |